# Alberto Valdés Lacarra
 Alberto Valdés Lacarra Jr. (Cidade do México, 30 de novembro de 1950 – 19 de dezembro de 2020) foi um ginete mexicano, especialista em saltos. 

## Carreira
Conquistou a medalha de bronze nos saltos por equipes nos Jogos Olímpicos de 1980 em Moscou. Também alcançou duas terceiras posições nos saltos individual e por equipes nos Jogos Pan-Americanos de 1987 em Indianápolis.

## Morte
Morreu em 19 de dezembro de 2020, aos 70 anos.